# Jardim do Seridó
Jardim do Seridó este un oraș în Rio Grande do Norte (RN), Brazilia.